# Knud Olsen (roer)
Knud Jørgen Olsen (2. oktober 1906 - 13. juni 1994) var en dansk roer fra København. Han var medlem af Københavns Roklub i Sydhavnen.
Olsen deltog i otter ved OL 1928 i Amsterdam, første gang Danmark stillede op i roning ved OL. Bådens øvrige besætning bestod af Svend Aage Grønvold, Ernst Friborg Jensen, Carl Schmidt, Georg Sjøht, Bernhardt Møller Sørensen, Sigfred Sørensen, Willy Sørensen og styrmand Harry Gregersen. Danskerne blev i 1. runde besejret med 5,8 sekunder af de senere bronzevindere fra Canada, inden de roede et opsamlingsheat uden andre deltagere. I 2. runde tabte danskerne med hele 13,4 sekunder til de senere guldvindere fra USA og var dermed ude af konkurrencen.
Otte år senere, ved OL 1936 i Berlin, var Olsen igen med i otteren, denne gang sammen med Remond Larsen, Olaf Klitgaard Poulsen, Poul Byrge Poulsen, Keld Karise, Bjørner Drøger, Carl Berner, Emil Boje Jensen og Harry Gregersen. Båden roede kun et enkelt heat, hvor de sluttede på sidstepladsen efter Schweiz, Tyskland og Jugoslavien. Samme år var han med i danskernes firer uden styrmand, der sluttede på sjettepladsen. Keld Karise, Bjørner Drøger og Emil Boje Jensen var de tre øvrige medlemmer af båden.
Olsen vandt desuden en EM-bronzemedalje i otter ved EM 1930 i Liège, og en sølvmedalje i samme disicplin ved EM 1934 i Luzern.